# Plebiscyt Tygodnika Żużlowego 2016
27. Plebiscyt Tygodnika Żużlowego na najlepszego żużlowca Polski zorganizowano w 2016 roku.

## Wyniki

### Najpopularniejsi żużlowcy
1. Bartosz Zmarzlik - Stal Gorzów Wielkopolski
2. Patryk Dudek - Falubaz Zielona Góra
3. Piotr Pawlicki - Unia Leszno
4. Janusz Kołodziej - Unia Tarnów
5. Tomasz Gollob - GKM Grudziądz
6. Maciej Janowski - Sparta Wrocław
7. Grzegorz Zengota - Unia Leszno
8. Piotr Protasiewicz - Falubaz Zielona Góra
9. Krzysztof Kasprzak - Stal Gorzów Wielkopolski
10. Przemysław Pawlicki - Stal Gorzów Wielkopolski

### Inne wyróżnienia
Najpopularniejszy Trener PGE Ekstraligi: Marek Cieślak (Falubaz Zielona Góra)
Najpopularniejszy Trener Nice PLŻ: Lech Kędziora (Orzeł Łódź)
Pechowiec Roku: Czytelnicy proponowali, aby w tej kategorii nie wręczać statuetki, ze względu na wiele tragicznych w skutkach kontuzji w ubiegłym roku
Fair Play: Czytelnicy uznali, że należy się ona wszystkim klubom, które organizowały turnieje charytatywne nie tylko dla żużlowców.
Objawienie Sezonu: Václav Milík (Sparta Wrocław)
Junior Roku: Bartosz Zmarzlik (Stal Gorzów Wielkopolski)
Najsympatyczniejszy Żużlowiec: Grzegorz Zengota (Unia Leszno)
Działacz Roku PGE Ekstraligi: Krystyna Kloc (Sparta Wrocław)
Działacz Roku Nice PLŻ: Witold Skrzydlewski (Orzeł Łódź)
Widowiskowa Jazda: Bartosz Zmarzlik (Stal Gorzów Wielkopolski)
Mister Elegancji: Grzegorz Zengota (Unia Leszno)
Najpopularniejszy Obcokrajowiec: Tai Woffinden (Sparta Wrocław)
Krajowa Impreza Roku: Finał Indywidualnych Mistrzostw Polski w Lesznie
Międzynarodowa Impreza Roku: Grand Prix Polski w Warszawie
Dętka Roku 2016: Greg Hancock za niesportowe zachowanie się w czasie Grand Prix w Australii. Nagroda jest symboliczna i od początku jej przyznawania nie była wręczana.